# Radula jonesii
Espèce
Statut de conservation UICN

 EN  : En danger
Radula jonesii est une espèce de plantes de la famille des Radulaceae.

## Publication originale
- Journal of Bryology 15: 161. f. 1. 1988.